# Sibai
Sibai este un oraș din Republica Bașchiria Rusia.
1. ↑  Bașkirskaia iențiklopedia